# Selección femenina de fútbol sala de España

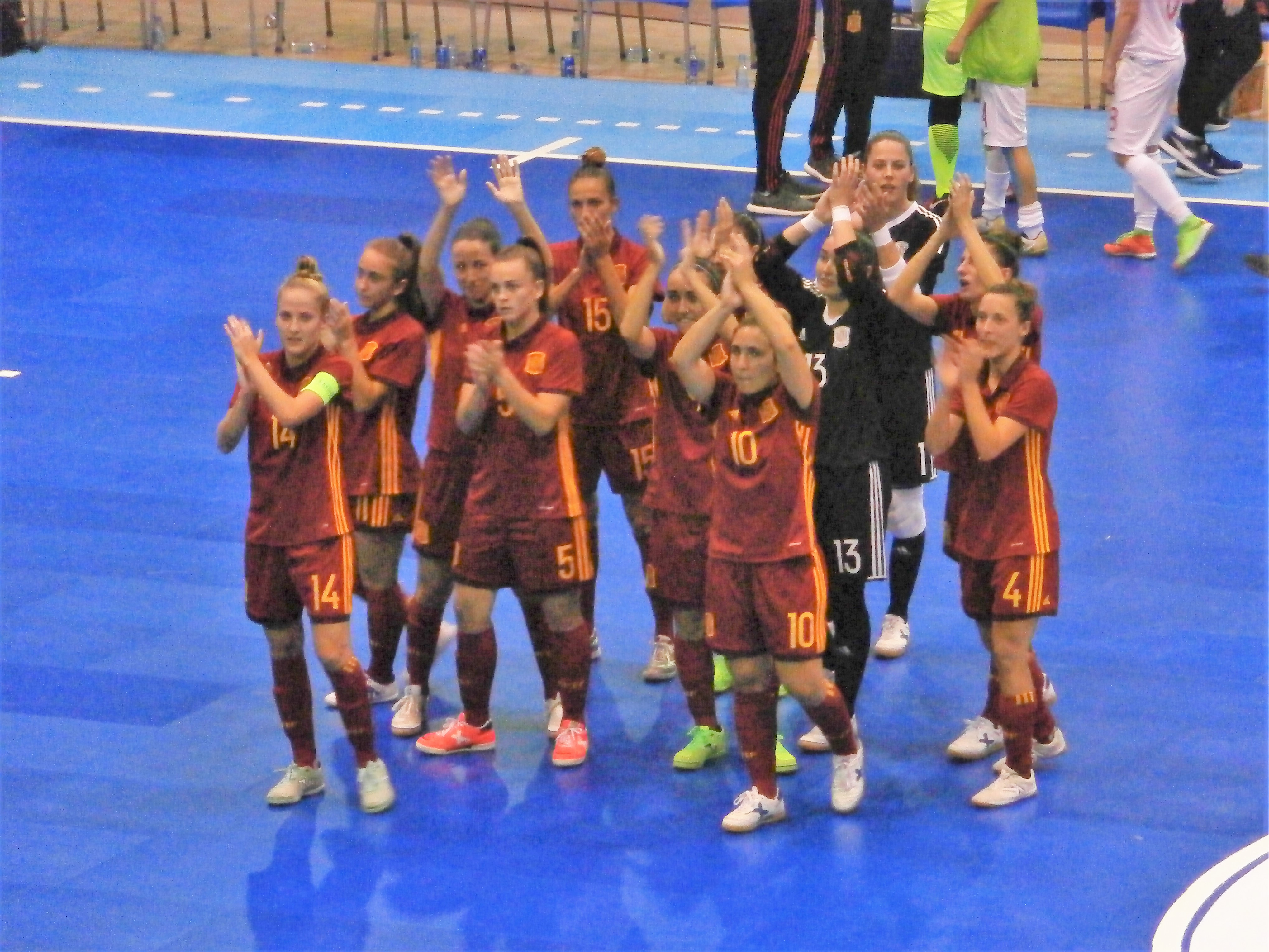
Jugadoras de la selección española de fútbol sala durante el pre-europeo, jugado en Leganés

La selección femenina de Fútbol Sala de España es el equipo formado por jugadoras de nacionalidad española que representa a la Real Federación Española de Fútbol desde 1996 en las competiciones oficiales organizadas por la Unión Europea de Asociaciones de Fútbol (UEFA) y la Federación Internacional de Asociaciones de Fútbol (FIFA).

## Historia

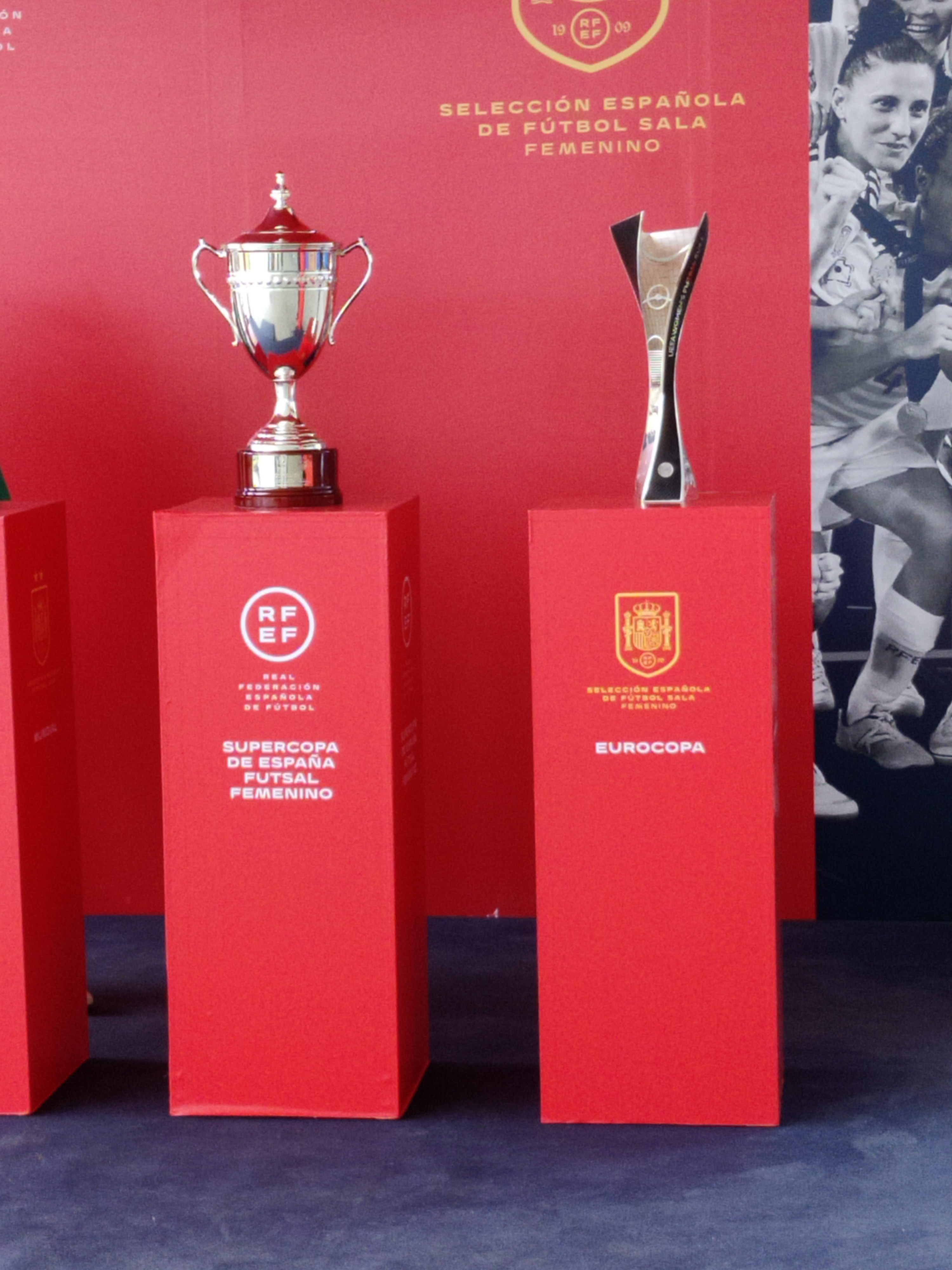
Trofeo de la Eurocopa

El combinado español ha participado en las seis ediciones del Mundial de Fútbol Sala Femenino y fue la anfitriona de las ediciones de 2010 y 2013. Ha sido dos veces subcampeona en 2011 y 2013, y cuatro veces medalla bronce, en los mundiales de 2010, 2012, y 2014 y 2015.
En el mes de septiembre de 2018 se disputaron los primeros partidos oficiales, válidos para la clasificación de la Eurocopa, que se jugaron en el Pabellón Europa de Leganés. España estuvo encuadrada en el grupo junto a las selecciones de Rumanía, Polonia e Italia, a las cuales venció por amplias goleadas y clasificándose para la primera Eurocopa, en las semifinales ganó a Rusia por 5-0, y en la final venció por 4-0 a Portugal, proclamándose campeonas de la Eurocopa.

## Estadísticas
| Campeonato Mundial (Torneo no oficial extinto) | Campeonato Mundial (Torneo no oficial extinto) | Campeonato Mundial (Torneo no oficial extinto) | Campeonato Mundial (Torneo no oficial extinto) | Campeonato Mundial (Torneo no oficial extinto) | Campeonato Mundial (Torneo no oficial extinto) | Campeonato Mundial (Torneo no oficial extinto) | Campeonato Mundial (Torneo no oficial extinto) |
| Año                                            | Ronda                                          | PJ                                             | PG                                             | PE                                             | PP                                             | GF                                             | GC                                             |
| ---------------------------------------------- | ---------------------------------------------- | ---------------------------------------------- | ---------------------------------------------- | ---------------------------------------------- | ---------------------------------------------- | ---------------------------------------------- | ---------------------------------------------- |
| 2010                                           | Semifinales                                    | 4                                              | 3                                              | 0                                              | 1                                              | 20                                             | 6                                              |
| 2011                                           | Subcampeonas                                   | 5                                              | 3                                              | 0                                              | 2                                              | 24                                             | 13                                             |
| 2012                                           | Tercer lugar                                   | 6                                              | 5                                              | 1                                              | 0                                              | 21                                             | 0                                              |
| 2013                                           | Subcampeonas                                   | 5                                              | 4                                              | 0                                              | 1                                              | 18                                             | 9                                              |
| 2014                                           | Tercer lugar                                   | 4                                              | 3                                              | 0                                              | 1                                              | 22                                             | 5                                              |
| 2015                                           | Tercer lugar                                   | 5                                              | 3                                              | 0                                              | 2                                              | 25                                             | 10                                             |
| Total                                          | 6/6                                            | 29                                             | 21                                             | 1                                              | 7                                              | 130                                            | 43                                             |

Leyenda: PJ: Partidos jugados; PG: Partidos ganados; PE: Partidos empatados; PP: Partidos perdidos; GF: Goles a favor; GC: Goles en contra.
| Copa Mundial de la FIFA | Copa Mundial de la FIFA | Copa Mundial de la FIFA | Copa Mundial de la FIFA | Copa Mundial de la FIFA | Copa Mundial de la FIFA | Copa Mundial de la FIFA | Copa Mundial de la FIFA |
| Año                     | Ronda                   | PJ                      | PG                      | PE                      | PP                      | GF                      | GC                      |
| ----------------------- | ----------------------- | ----------------------- | ----------------------- | ----------------------- | ----------------------- | ----------------------- | ----------------------- |
| 2025                    | Clasificadas            |                         |                         |                         |                         |                         |                         |
| Total                   |                         |                         |                         |                         |                         |                         |                         |

Leyenda: PJ: Partidos jugados; PG: Partidos ganados; PE: Partidos empatados; PP: Partidos perdidos; GF: Goles a favor; GC: Goles en contra.
| Eurocopa | Eurocopa  | Eurocopa | Eurocopa | Eurocopa | Eurocopa | Eurocopa | Eurocopa |
| Año      | Ronda     | PJ       | PG       | PE       | PP       | GF       | GC       |
| -------- | --------- | -------- | -------- | -------- | -------- | -------- | -------- |
| 2019     | Campeonas | 5        | 5        | 0        | 0        | 35       | 1        |
| 2022     | Campeonas | 5        | 4        | 1        | 0        | 33       | 5        |
| 2023     | Campeonas | 5        | 5        | 0        | 0        | 35       | 6        |
| Total    | 3/3       | 15       | 14       | 1        | 0        | 103      | 12       |

Leyenda: PJ: Partidos jugados; PG: Partidos ganados; PE: Partidos empatados; PP: Partidos perdidos; GF: Goles a favor; GC: Goles en contra.

## Seleccionadores
Actualizado al último partido jugado el 20 de marzo de 2023.
| Entrenadores    | Período   | Partidos | Ganados | Empatados | Perdidos | Goles a favor | Goles en contra | % Victorias |
| --------------- | --------- | -------- | ------- | --------- | -------- | ------------- | --------------- | ----------- |
| Javier Lozano   | 1995      | 2        | 2       | 0         | 0        | 16            | 4               | 100%        |
| José Venancio   | 1996-1997 |          |         |           |          |               |                 |             |
| Arsenio Pascual | 1998-2010 |          |         |           |          |               |                 |             |
| José Venancio   | 2010      |          |         |           |          |               |                 | %           |
| Arsenio Pascual | 2011      |          |         |           |          |               |                 | %           |
| Alicia Morell   | 2012      |          |         |           |          |               |                 | %           |
| José Venancio   | 2013-2014 |          |         |           |          |               |                 | %           |
| Alicia Morell   | 2015-2018 |          |         |           |          |               |                 |             |
| Clàudia Pons    | 2018-     | 56       | 40      | 6         | 10       | 243           | 76              | 71%         |
| TOTAL ESPAÑA    | 1995-2023 | 165      | 126     | 17        | 22       | 782           | 212             | 76%         |

## Resultados

### Último año y próximos encuentros
| Amistoso; 16 de marzo de 2024 | España | 2:3 | Brasil |  |  |

| Amistoso; 17 de marzo de 2024 | España | 1:2 | Portugal |  |  |

| Amistoso; 19 de marzo de 2024 | España | 0:2 | Japón |  |  |

| Amistoso; 10 de septiembre de 2024 | España | 10:1 | Marruecos |  |  |

| Amistoso; 11 de septiembre de 2024 | España | 6:0 | Marruecos |  |  |

| Amistoso; 12 de noviembre de 2024 | España | 5:2 | Argentina |  |  |

| Amistoso; 13 de noviembre de 2024 | España | 6:5 | Argentina |  |  |

| Amistoso; 3 de diciembre de 2024 | España | 2:0 | Italia |  |  |

| Amistoso; 4 de diciembre de 2024 | España | 1:4 | Italia |  |  |

| Amistoso; 13 de marzo de 2025 | España | 4:3 | Portugal |  |  |

| Amistoso; 15 de marzo de 2025 | España | 3:2 | Portugal |  |  |

| Clas. Mundial; 19 de marzo de 2025 | España | 4:0 | Finlandia |  |  |

| Clas. Mundial; 20 de marzo de 2025 | España | 5:0 | Polonia |  |  |

| Clas. Mundial; 22 de marzo de 2025 | España | 4:2 | Francia |  |  |

## Categorías inferiores
Selección Sub-18
- Juegos Olímpicos de la Juventud
  -  Tercer puesto (1): 2018

## Jugadoras
Actualizado con la convocatoria de marzo de 2025.

### Selección actual
| Dorsal | Jugador        | Posición   | Edad    | Equipo                   | Partidos | Goles |
| ------ | -------------- | ---------- | ------- | ------------------------ | -------- | ----- |
|        | Ari            | Portera    | 20 años | FSF Móstoles             | 6        | 0     |
| 12     | Elena          | Portera    | 26 años | Poio Pescamar            | 26       | 0     |
| 2      | Noelia Montoro | Cierre     | 27 años | Burela FS                | 39       | 7     |
| 4      | Laura Córdoba  | Cierre     | 22 años | Atlético Navalcarnero    | 33       | 8     |
| 5      | Mayte Mateo    | Cierre     | 31 años | Roldán FSF               | 43       | 12    |
| 7      | Ale de Paz     | Ala-Cierre | 30 años | Poio Pescamar            | 40       | 21    |
|        | Anita Pino     | Ala        | 30 años | LBTL Futsal Alcantarilla | 22       | 5     |
| 14     | Peque          | Ala        | 38 años | AD Alcorcón FSF          | 99       | 45    |
| 15     | María Sanz     | Ala        | 27 años | Atlético Navalcarnero    | 28       | 5     |
|        | Anita Luján    | Ala        | 33 años | Atlético Navalcarnero    | 112      | 37    |
|        | Albita         | Ala        | 23 años | AD Alcorcón FSF          |          |       |
| 8      | Antía Pérez    | Ala-Pívot  | 25 años | Burela FS                | 9        | 1     |
| 16     | Irene Córdoba  | Pívot      | 22 años | Atlético Navalcarnero    | 44       | 28    |
|        | Paula Guix     | Pívot      |         | Les Corts                |          |       |